# 클립 스튜디오 페인트
클립 스튜디오 페인트(Clip Studio Paint)는 일본 그래픽 소프트웨어 회사 셀시스가 개발한 소프트웨어 응용프로그램 제품군이다. 만화, 일반 삽화, 2D 애니메이션의 디지털 제작에 사용된다. 클립 스튜디오는 클립 스튜디오 페인트와 함께 제공되는 디지털 자산 관리 및 공유를 위한 동반 프로그램이다.
이 응용프로그램은 다양한 기능 세트가 있는 편집기로 판매된다. 모든 기능을 갖춘 편집기는 비트맵 및 벡터 아트, 글꼴, 3D 모델 가져오기 및 프레임별 애니메이션을 지원하는 페이지 기반의 레이어 드로잉 프로그램이다. 스타일러스, 그래픽 타블렛 또는 태블릿 PC와 함께 사용하도록 설계되었다. 연필, 잉크펜 및 브러시와 같은 자연 매체, 무늬 및 장식을 모방하는 그리기 도구가 있다. 패널 레이아웃, 격자, 스케치, 잉크 입력, 톤 및 텍스쳐 적용, 색상 지정, 말풍선 및 자막 만들기 등 만화 제작을 위해 설계된 기능으로 유사한 프로그램과 구별된다.

## 같이 보기
- 어도비 포토샵
- 코렐 페인터
- 크리타
- 페인트 툴 SAI